# ドラゴーニ
ドラゴーニ（伊: Dragoni）は、イタリア共和国カンパニア州カゼルタ県にある、人口約1,900人の基礎自治体（コムーネ）。

## 地理

### 位置・広がり

#### 隣接コムーネ
隣接するコムーネは以下の通り。
- アリーフェ
- アルヴィニャーノ
- バイア・エ・ラティーナ
- リーベリ
- ロッカロマーナ

### 気候分類・地震分類
ドラゴーニにおけるイタリアの気候分類 (it) および度日は、zona C, 1304 GGである。
また、イタリアの地震リスク階級 (it) では、zona 2 (sismicità media) に分類される。